# Енн Салліван
Енн Салліван Мейсі (при нар. Джоанна Менсфілд Салліван; 14 квітня 1866 — 20 жовтня 1936) — американська вчителька, відоміша як подруга і радниця Гелен Келлер протягом усього життя.
У п'ятирічному віці Салліван захворіла на трахому, хворобу очей, після чого частково втратила зір та навички читання чи письма. Освіту отримала як учениця Школи для сліпих Перкінса. Незабаром після закінчення школи у віці 20 років вона стала вчителькою в будинку Келлер.

## Дитинство

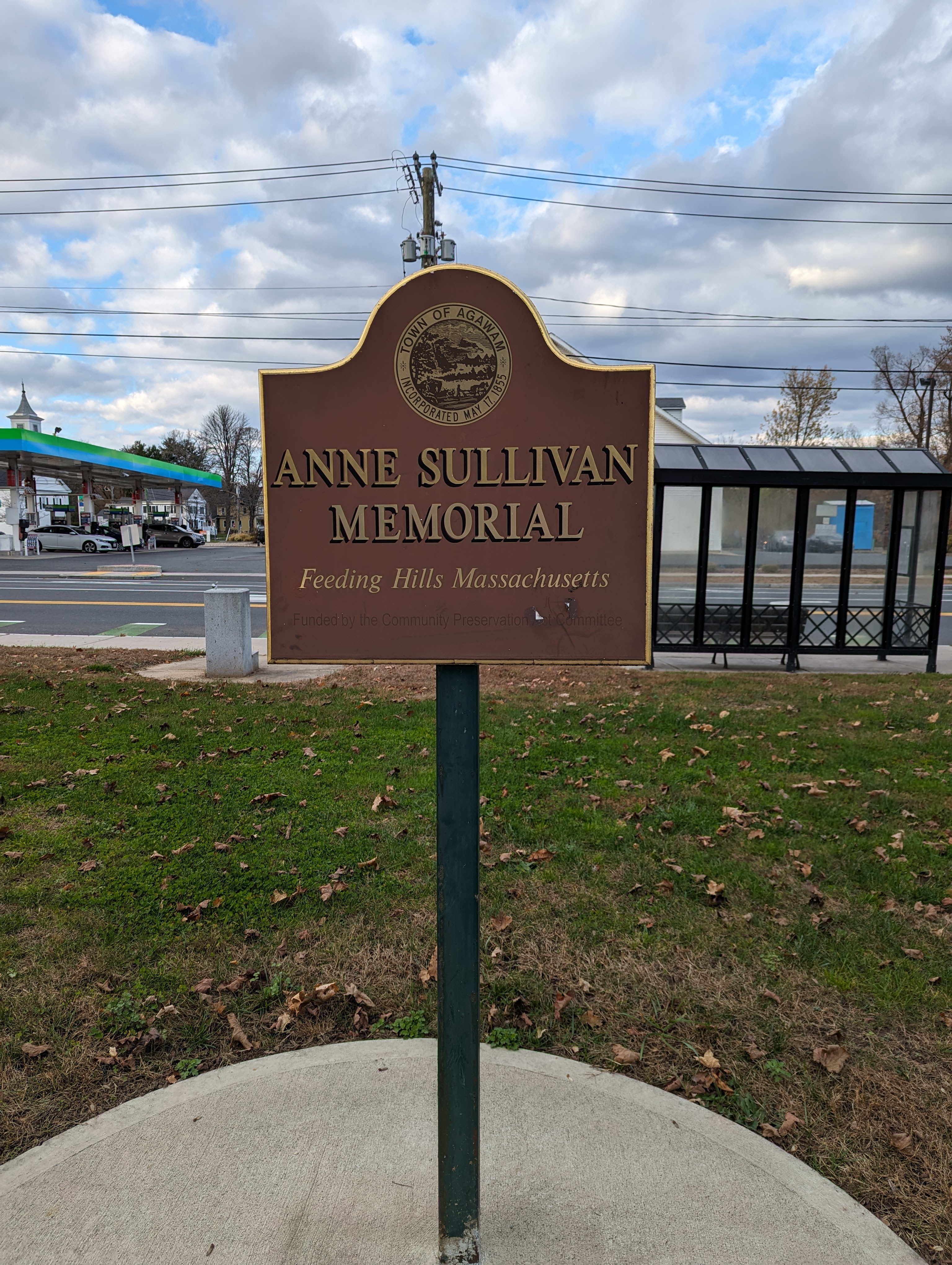
Меморіал Енн Салліван у Фідінг Хіллс, Массачусетс.

Народилася в Фідінг Хіллс, Агавам, Массачусетс (США), 14 квітня 1866 року. Ім'я в її свідоцтві про хрещення було Джоанна Менсфілд Салліван, але від народження її називали «Енн» або «Енні». Вона була старшою дитиною Томаса та Аліси (Клоузі) Салліван, які емігрували з Ірландії до США під час Великого голоду в Ірландії.
Коли їй було 5 років, Салліван заразилася бактеріальною трахомою очей, яка викликала багато хворобливих інфекцій, тому Енн з часом майже осліпла. Коли їй було 8, її мати померла від туберкульозу, а через два роки батько покинув дітей, побоюючись, що він не зможе їх виховувати сам. Її та молодшого брата Джеймса (Джиммі) відправили до занедбаного та переповненого дитячого будинку в Тьюксбері, штат Массачусетс, яка сьогодні є частиною лікарні Тьюксбері, а їхню молодшу сестру Мері залишили тітці. У Джиммі був слабкий тазостегновий суглоб, він помер від туберкульозу через чотири місяці після переїзду до дитячого будинку. Енн залишилася в Тьюксбері після його смерті та перенесла дві невдалі операції на очах.
У 1875 році в результаті повідомлень про жорстоке поводження з ув'язненими в Тьюксбері, включаючи сексуально збочені практики та канібалізм, Рада державних благодійних організацій штату Массачусетс почала розслідування щодо закладу. Розслідуванням керували Франклін Бенджамін Сенборн, тодішній голова правління, і Семюель Ґрідлі Хоу, засновник школи Перкінса для сліпих в Бостоні.
У лютому 1877 року Енн відправили в лікарню Soeurs de la Charité в Лоуелл, штат Массачусетс, де їй зробили ще одну невдалу операцію. Перебуваючи там, вона допомагала черницям у палатах і ходила на доручення в громаді до липня того ж року, коли її відправили в міську лікарню, де їй зробили ще одну невдалу операцію. Потім її під примусом перевели назад до Тьюксбері. Замість того, щоб повернути її до закладу для переважно хворих і божевільних пацієнтів, її поселили з одинокими матерями та неодруженими вагітними жінками.
У 1880 році під час наступної інспекції Тьюксбері Франкліном Бенджаміном Сенборном, вже державним інспектором благодійних організацій, Енн благала його дозволити прийняти її до Школи Перкінса для сліпих. За кілька місяців її прохання було задоволено.

## Освіта
7 жовтня 1880 року Салліван почала навчання в школі Перкінса. Попри те, що її перші роки в школі були принизливими через її грубі манери, їй вдалося налагодити контакти з кількома вчителями та досягти успіхів у навчанні.
У Перкінсі Енн подружилася з Лорою Бріджмен, випускницею Перкінса та першою сліпою та глухою людиною, яка здобула там освіту; Енн навчилася ручного алфавіту від Лори. За час перебування там вона перенесла ряд операцій на очах, які значно покращили її зір.
У червні 1886 року, закінчивши навчання у віці 20 років, Енн сказала:
"Однокурсники! Обов'язок велить нам йти в активне життя. Підімо бадьоро, з надією та щиро, і приступимо до пошуку нашого особливого місця в світі. Коли ми знайшли його, охоче і сумлінно виконуйте мрію; адже кожна перешкода, яку ми долаємо, кожен успіх, якого ми досягаємо, наближає людину до Бога і робить життя більш таким, як Він хоче."

## Кар'єра

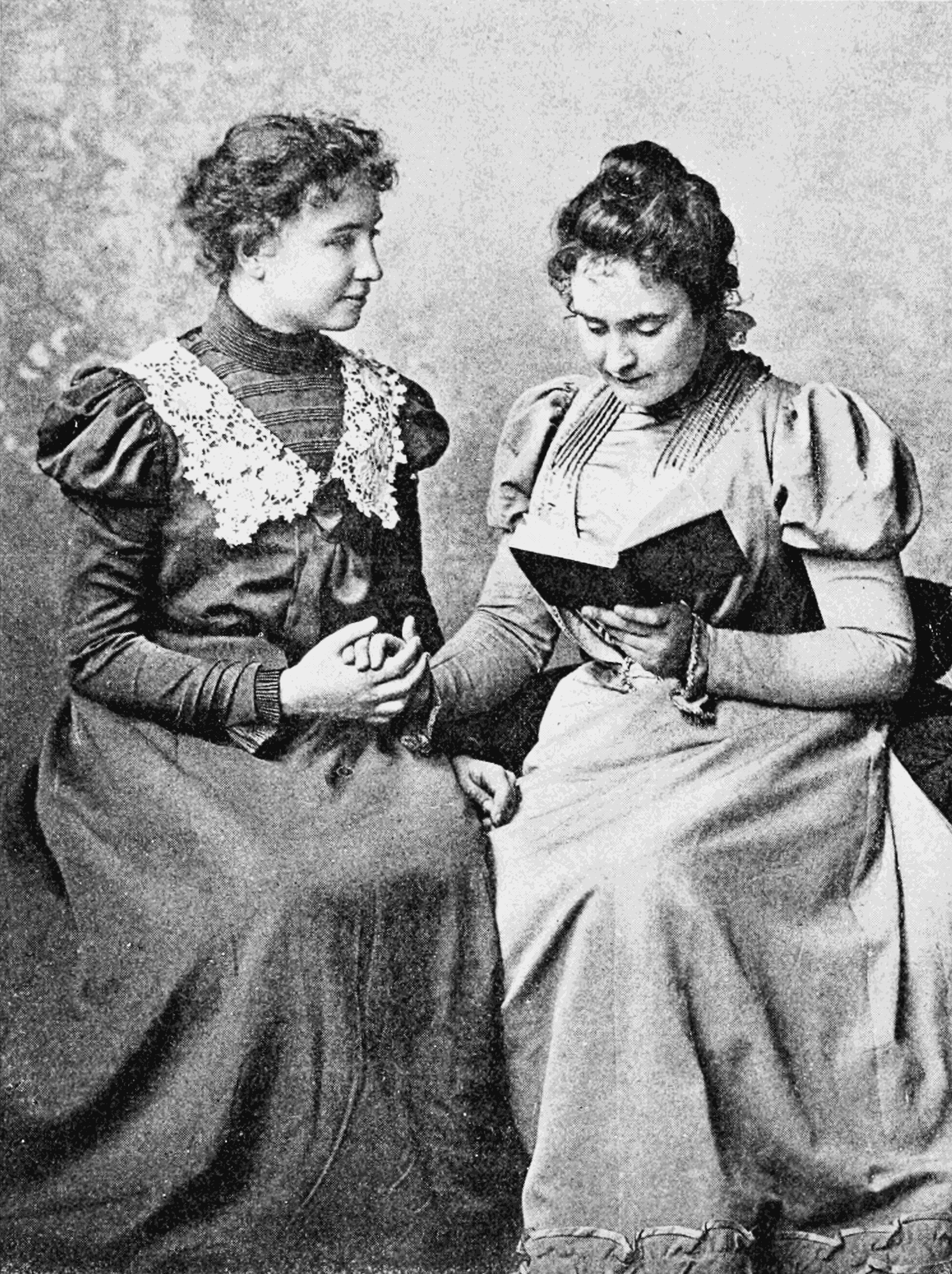
Гелен Келлер (ліворуч) у 1899 році з супутницею та вчителькою Енн Салліван (праворуч). Фото зроблено Олександером Гремом Беллом у його школі фізіології голосу та механіки мовлення

Влітку після того, як Енн закінчила школу, з директором школи для сліпих Перкінса Майклом Анагносом зв'язався Артур Келлер, батько Гелен Келлер, який шукав учителя для своєї семирічної сліпої та глухої дочки. Анагнос негайно рекомендував Салліван на цю посаду, і вона почала працювати 3 березня 1887 року в будинку Келлерів, розташованому в Алабамі. Як тільки вона прибула, вона посперечалася з батьками Гелен про громадянську війну та про те, що вони володіли рабами. Однак вона також швидко налагодила спілкування з Гелен. Це був початок 49-річних стосунків: Салліван перетворилася з учительки на гувернантку і, нарешті, на компаньйонку та подругу.

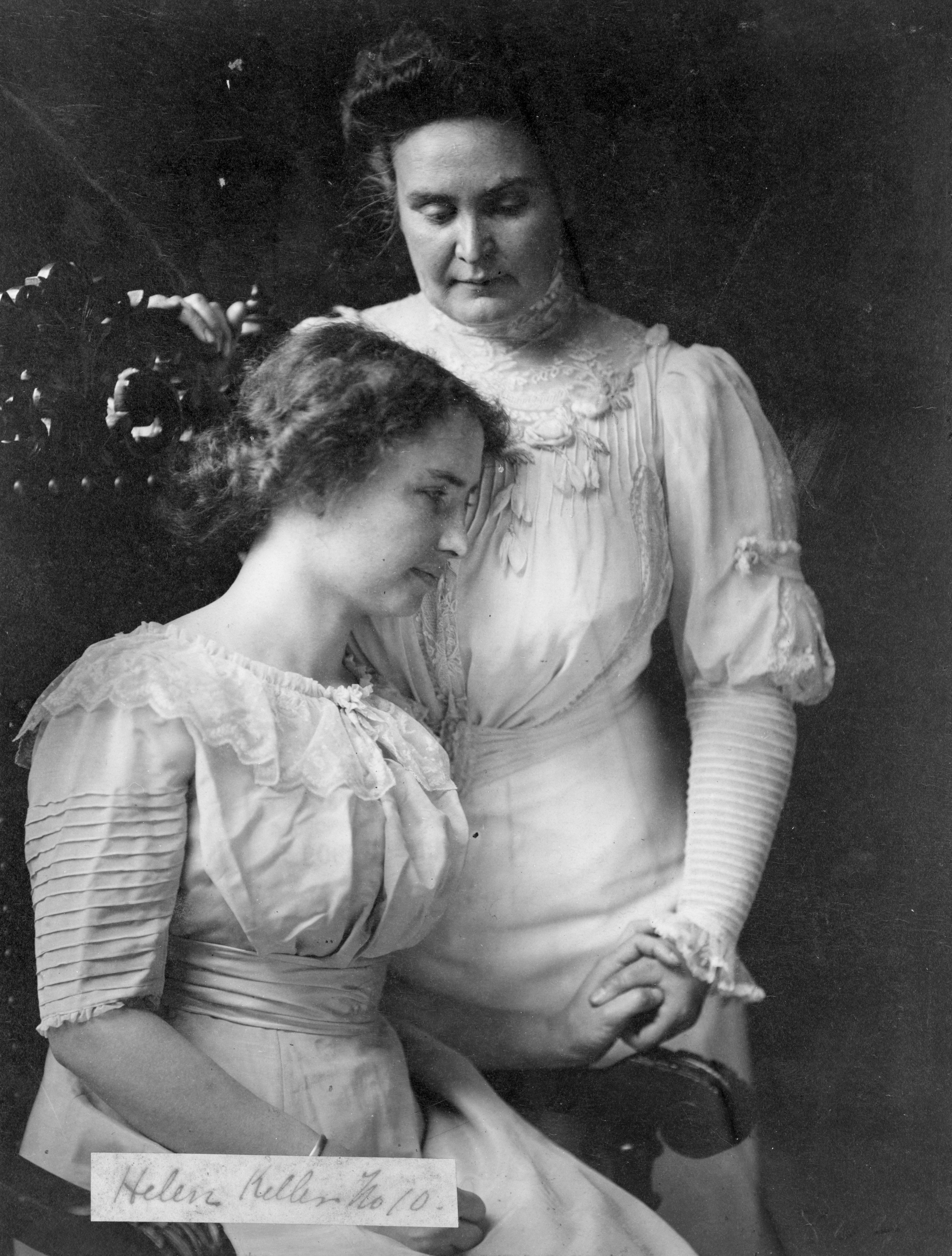
Салліван (стоячи) з Гелен Келлер, прибл. 1909 рік

Навчальна програма Салліван передбачала суворий графік із постійним введенням нової лексики; однак вона швидко змінила свій метод навчання, побачивши, що він не підходить Келлер. Замість цього вона почала навчати словниковому запасу на основі власних інтересів, складаючи кожне слово на долоні Келлер. Протягом шести місяців цей метод виявився ефективним, оскільки Келлер вивчила 575 слів, таблиці множення та систему Брайля.
Салліван настійливо заохочувала батьків Гелен віддати її до школи Перкінса, де вона могла б здобути відповідну освіту. Як тільки вони домовилися, Салліван забрала Келлер до Бостона в 1888 році і залишилася з нею там. Салліван продовжувала навчати свою яскраву протеже, яка незабаром прославилася неабиякими успіхами. Завдяки допомозі директора школи Анагноса Келлер стала громадським символом школи, сприяючи збільшенню її фінансування та пожертвувань і зробивши її найвідомішою та найпопулярнішою школою для сліпих у країні. Однак звинувачення Келлер у плагіаті дуже засмутило Салліван: вона пішла і більше не повернулася, але залишалася впливовою для школи. Салліван також залишалася близькою компаньйонкою Келлер і продовжувала допомагати їй у навчанні, яке зрештою включало ступінь Редкліффського коледжу (тепер частина Гарвардського університету).
У 1916 році Гелен Келлер і Енн Салліван вирушили в лекційний тур під егідою YWCA, який привів їх на сцену меморіального будинку Мейбл Тейнтер у Міномоні, штат Вісконсин, 22 січня 1916 року. Під час годинної презентації Салліван, названа в газетному звіті місіс Мейсі, описала свою роботу з Келлер, після чого Келлер виступила на тему «Щастя».

## Особисте життя

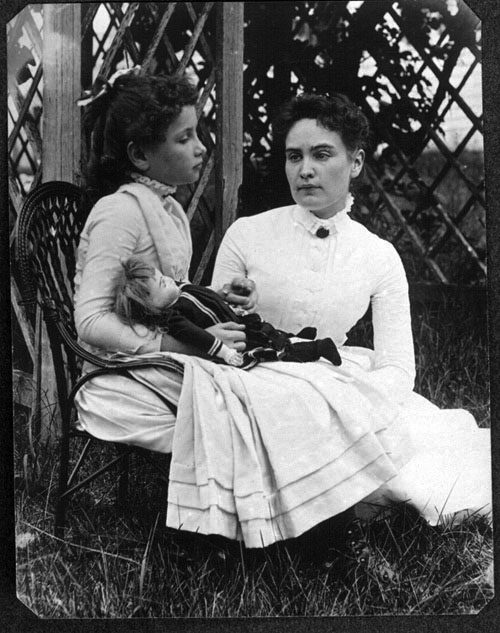
Гелен Келлер і Салліван відпочивали на Кейп-Коді в липні 1888 року

3 травня 1905 року Енн Салліван одружилася з викладачем Гарвардського університету та літературним критиком Джоном Альбертом Мейсі (1877—1932), який допомагав Келлер з її публікаціями. Коли Салліван одружилася, вона вже жила з Келлер як особиста учителька, тому Мейсі переїхав в сім'ю обох жінок. Однак через кілька років шлюб почав розпадатися. У 1914 році вони розлучилися, хоча в переписі 1920 року в США він вказаний як «квартирант» з ними. З роками після їхнього розлучення Мейсі, схоже, зник з її життя, і вони ніколи офіційно не розлучалися. Мейсі помер в 1932 році від серцевого нападу. Салліван більше не одружувалася.

## Нагороди
У 1932 Келлер та Салліван були удостоєні почесних стипендій від Освітнього інституту Шотландії. Вони також отримали почесні ступені від університету Темпл. У 1955, Келлер отримала почесний ступінь від Гарвардського університету. У 1956, котедж директора у школі для сліпих Перкінса було названо котеджем Келлер-Мейсі.
У 2003 році, Салліван увійшла до складу Національної зали слави жінок.

## Смерть
Майже все життя Енн Салліван мала серйозні порушення зору, але з 1901 року, після інсульту у віці 35 років, вона повністю осліпла. 15 жовтня 1936 року у неї стався коронарний тромбоз, вона впала в кому і померла через 5 днів у віці 70 років у районі Форест-Гіллз у Квінзі, штат Нью-Йорк, з Гелен Келлер, яка тримала її за руку. Келлер описала, як Салліван була дуже схвильована протягом останнього місяця життя, але протягом останнього тижня вона, як кажуть, повернулася до свого звичайного щедрого стану. Салліван було кремовано, а її прах похований у меморіалі в Національному соборі у Вашингтоні, округ Колумбія. Вона була першою жінкою, яку відзначили за її досягнення таким чином. Коли Гелен Келлер померла в 1968 році, її також кремували, а її прах поховали разом із прахом Салліван.

## Екранізація життєвого шляху
У фільмі 1919 року «Визволення» її грає Едіт Лайл. Салліван — головна героїня фільму «Чудотворець» Вільяма Гібсона, спочатку знятого для телебачення в 1957 році, у ньому її зіграла Тереза Райт. Чудотворець потім переїхав на Бродвей і пізніше був перетворений на художній фільм у 1962 році. І в п'єсі, і у фільмі Енн Бенкрофт грала Салліван. Патті Дьюк, яка зіграла Келлер на Бродвеї та у фільмі 1962 року, пізніше зіграла Салліван в телевізійному рімейку 1979 року. Блайт Даннер зіграла її у фільмі «Диво триває», а Рома Дауні — у телефільмі «Понеділок після дива» (1998). Елісон Елліотт зіграла її в телефільмі 2000 року. Елісон Пілл зіграла її на Бродвеї в недовгому відродженні постановки у 2010 році з Ебігейл Бреслін у ролі Келлер.